# 맥라렌 570S
맥라렌 570S(영어: McLaren 570S)는 맥라렌 오토모티브에서 2015년부터 2021년까지 생산했던 스포츠카다. 2015년 뉴욕 국제 모터쇼에서 공개되었다.

## 변형 차종

### 맥라렌 540C

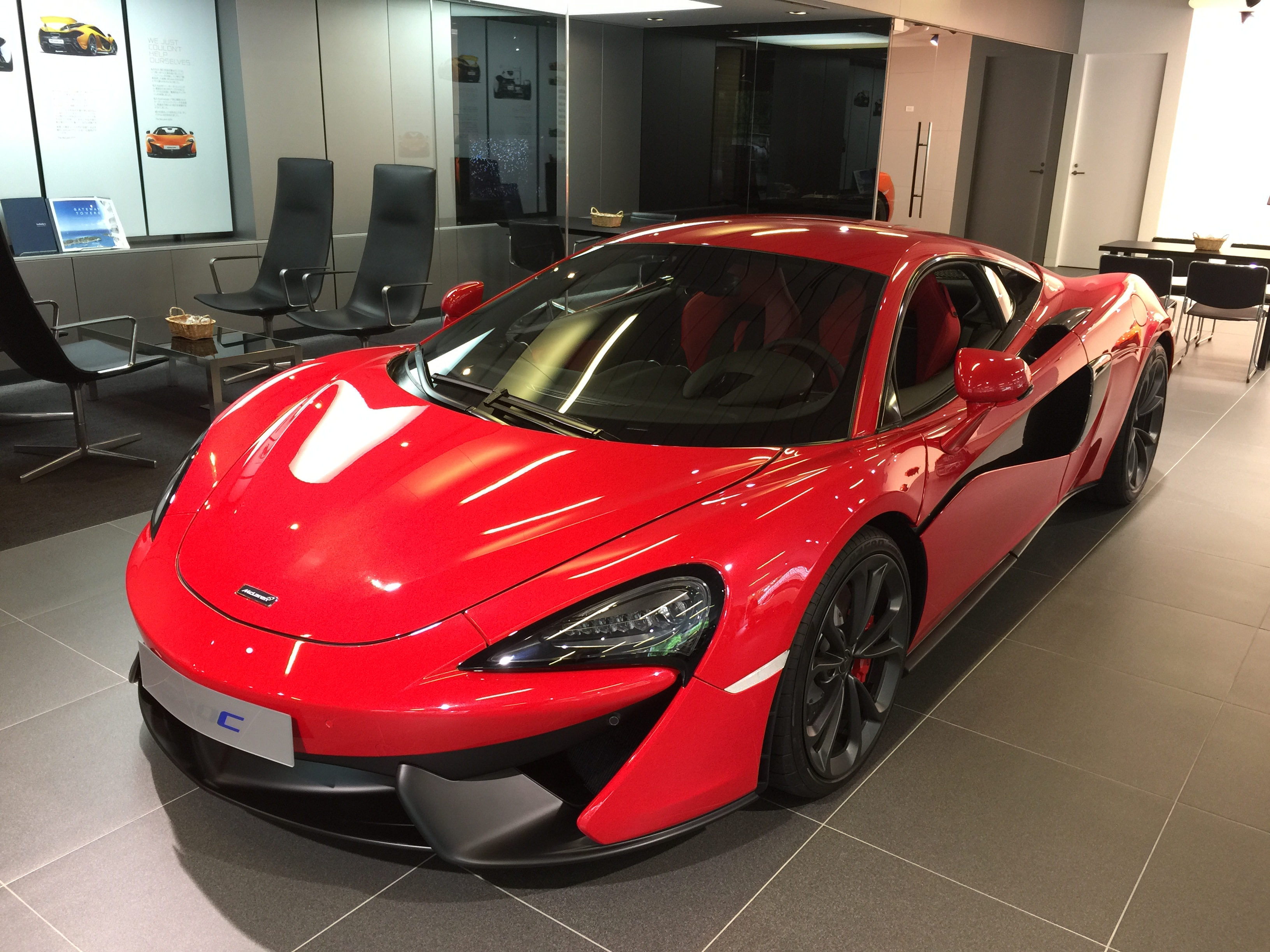
맥라렌 540C

2015년 상하이 모터 쇼에서 공개되었으며, 최고 속도는 199 mph (320 km/h)이다.

### 맥라렌 570GT

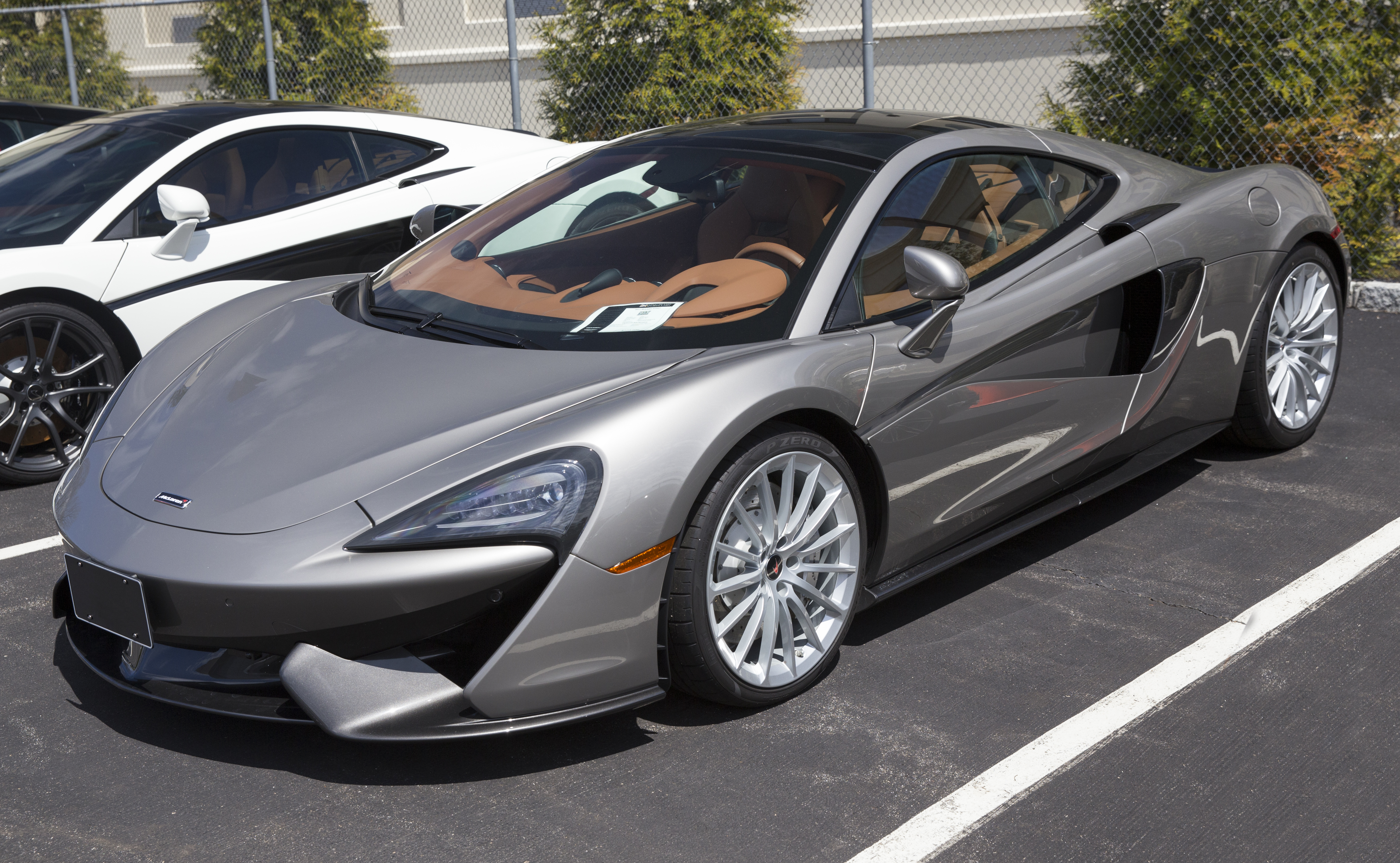
맥라렌 570GT

2016년 제네바 모터쇼에서 맥라렌 오토모티브는 570GT라는 이름의 스포츠 시리즈와 570 라인업에 또 다른 변형 차종을 선보였다.

### 맥라렌 570S 스파이더
맥라렌 570S의 컨버터블 모델이다.

### 맥라렌 570S GT4
맥라렌 570S의 GT4 모델이다.

### 맥라렌 MSO X
McLaren 570S GT4 경주용 자동차의 외관과 느낌을 모방하지만 도로 통행은 완전히 합법적인 10대의 독특한 McLaren 스포츠카가 오늘 미국 라스베가스 근처의 특별 McLaren 고객 이벤트에서 새로운 소유자에게 전달되었습니다. McLaren Special Operations(MSO)로부터 거의 무제한적인 개선을 가능하게 하는 MSO Bespoque 프로젝트로 위탁되었습니다. 10대의 MSOX 차량은 미국 시장에서 가장 큰 McLaren 소매업체인 McLaren Newport Beach에서 주문했습니다.

### 맥라렌 600LT

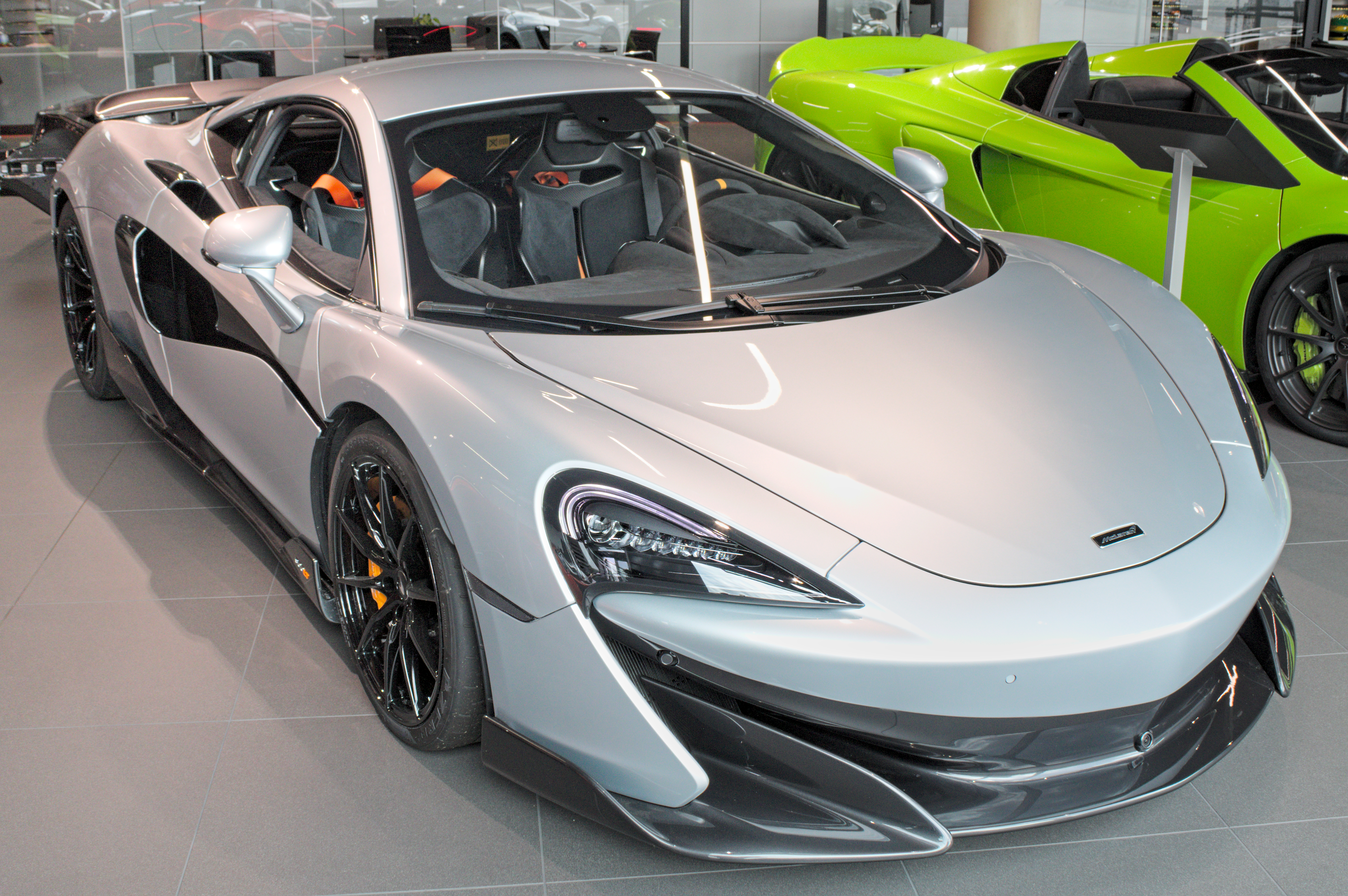
맥라렌 600LT

2018년 6월에 맥라렌 오토모티브는 온라인에서 최고급 스포츠 시리즈 변형을 공개하였다.이 차량은 570S를 기반으로 제작되었으며, 롱테일(영어: Long Tail→긴 꼬리)이라는 이름을 가진 유일한 자동차이기도 하다. 무게는 96 kg (212 lb)로 감소하였다.

### 맥라렌 600LT 스파이더

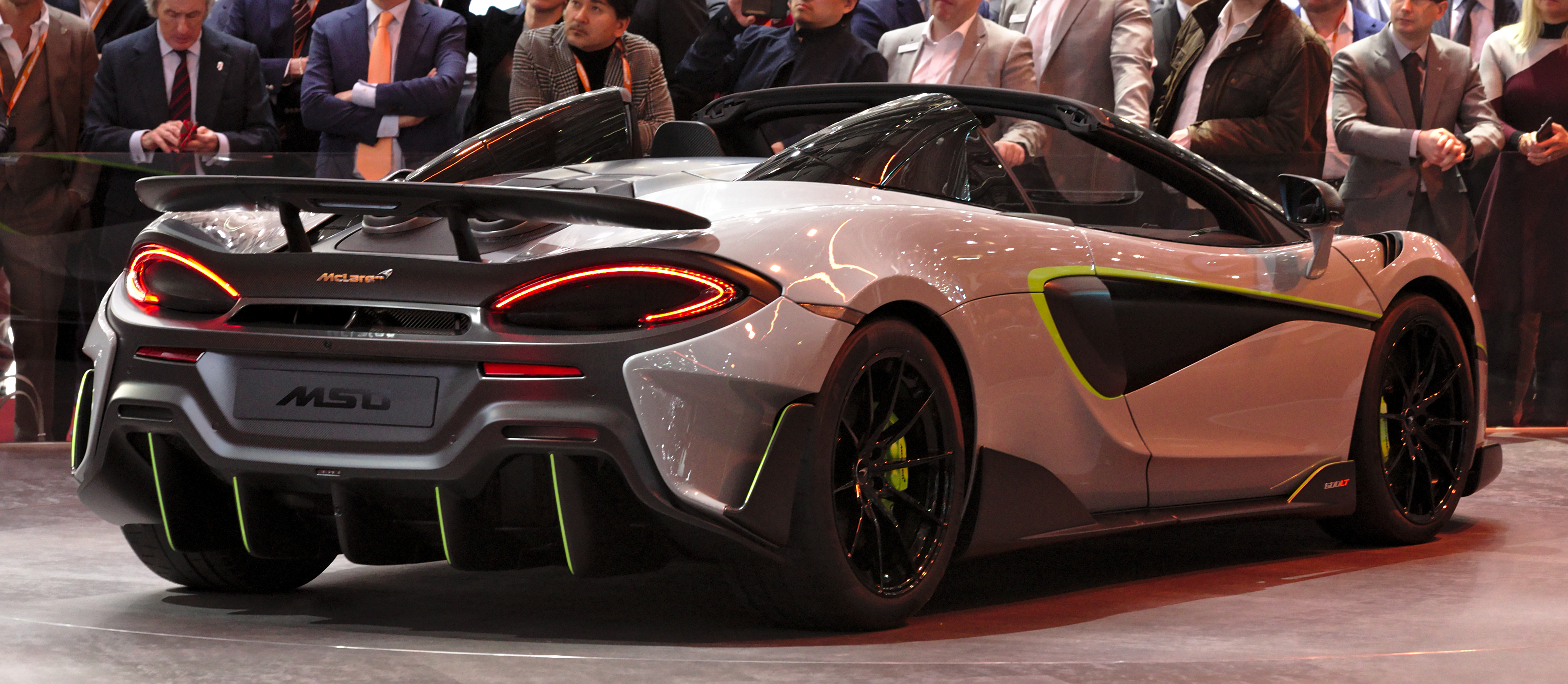
맥라렌 600LT 스파이더

2019년 1월 맥라렌 오토모티브는 디트로이트 오토쇼에서 600LT의 컨버터블 모델을 공개하였다. 570S 계보의 다른 모델과 동일한 탄소 모노코크를 사용했기 때문에 600LT Spider에 필요한 접이식 하드톱 지붕을 통합하기 위해 추가 수정이 필요하지 않았다. 결과적으로 600LT 스파이더는 동일한 성능 통계를 유지하면서 쿠페보다 50 kg (110 lb) 더 무겁다. 600LT 스파이더는 쿠페와 동일한 엔진 및 공기역학적 구성 요소를 가지고 있으며 최대 40 km/h (25 mph)의 속도로 작동할 수 있는 표준 570S 스파이더와 지붕 접는 메커니즘을 공유한다.
600LT 스파이더는 2.9초 만에 100 km/h (62 mph), 8.4초(쿠페보다 0.2초) 만에 200 km/h (124 mph)까지 가속할 수 있으며 323 km/h (201 mph)의 최고 속도를 가지고 있다.
에어컨과 라디오, 티타늄 휠 너트를 제거하고 표준 시트를 세나의 탄소 섬유 시트로 교체하는 것을 포함하는 MSO ClubSport 패키지가 장착된 경우 차는 1,297kg(2,859lb)의 건조 중량을 달성할 수 있다. 600LT 스파이더는 롱테일이라는 이름을 가진 다섯 번째 맥라렌 모델이다.

### 맥라렌 620R

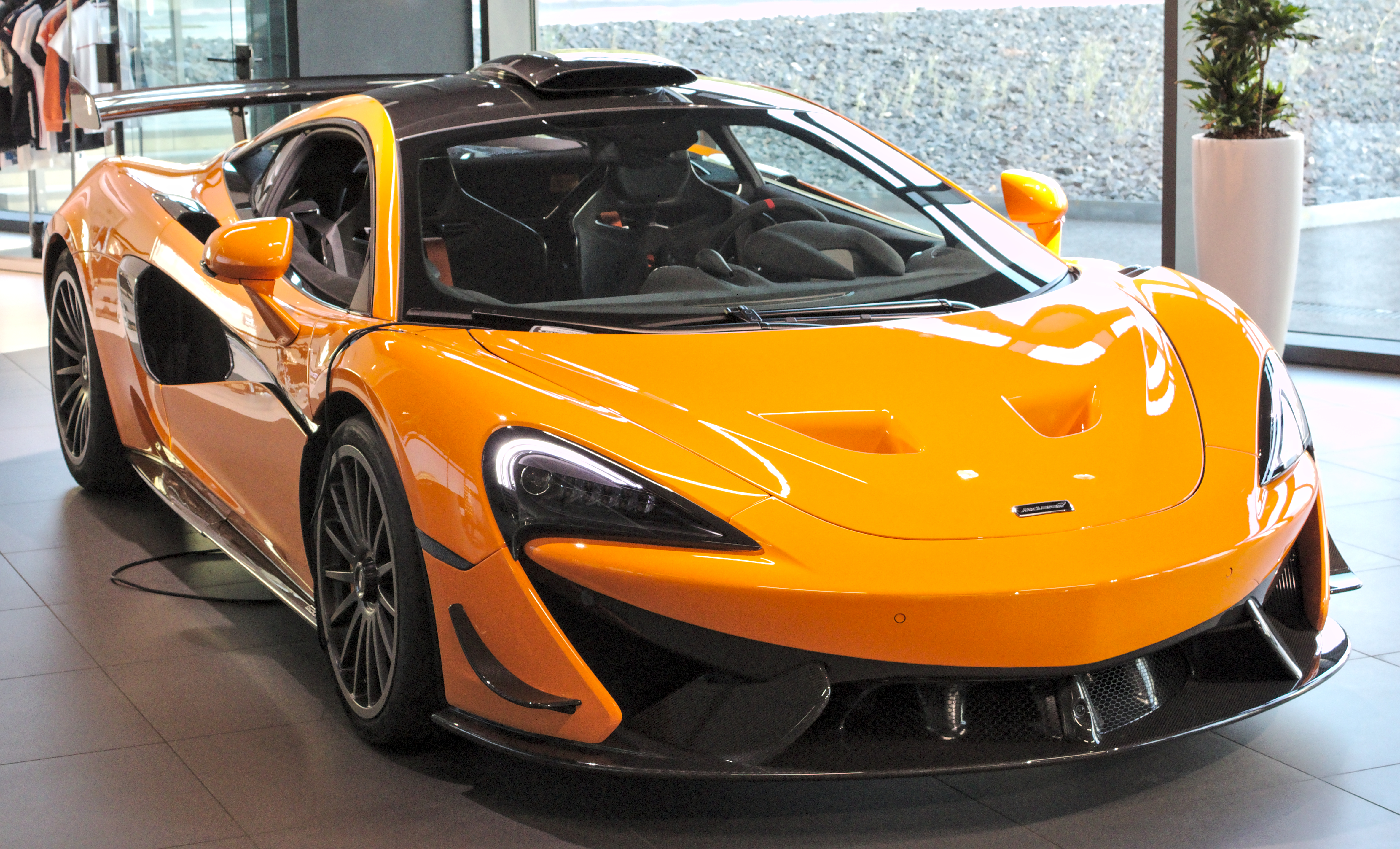
맥라렌 620R

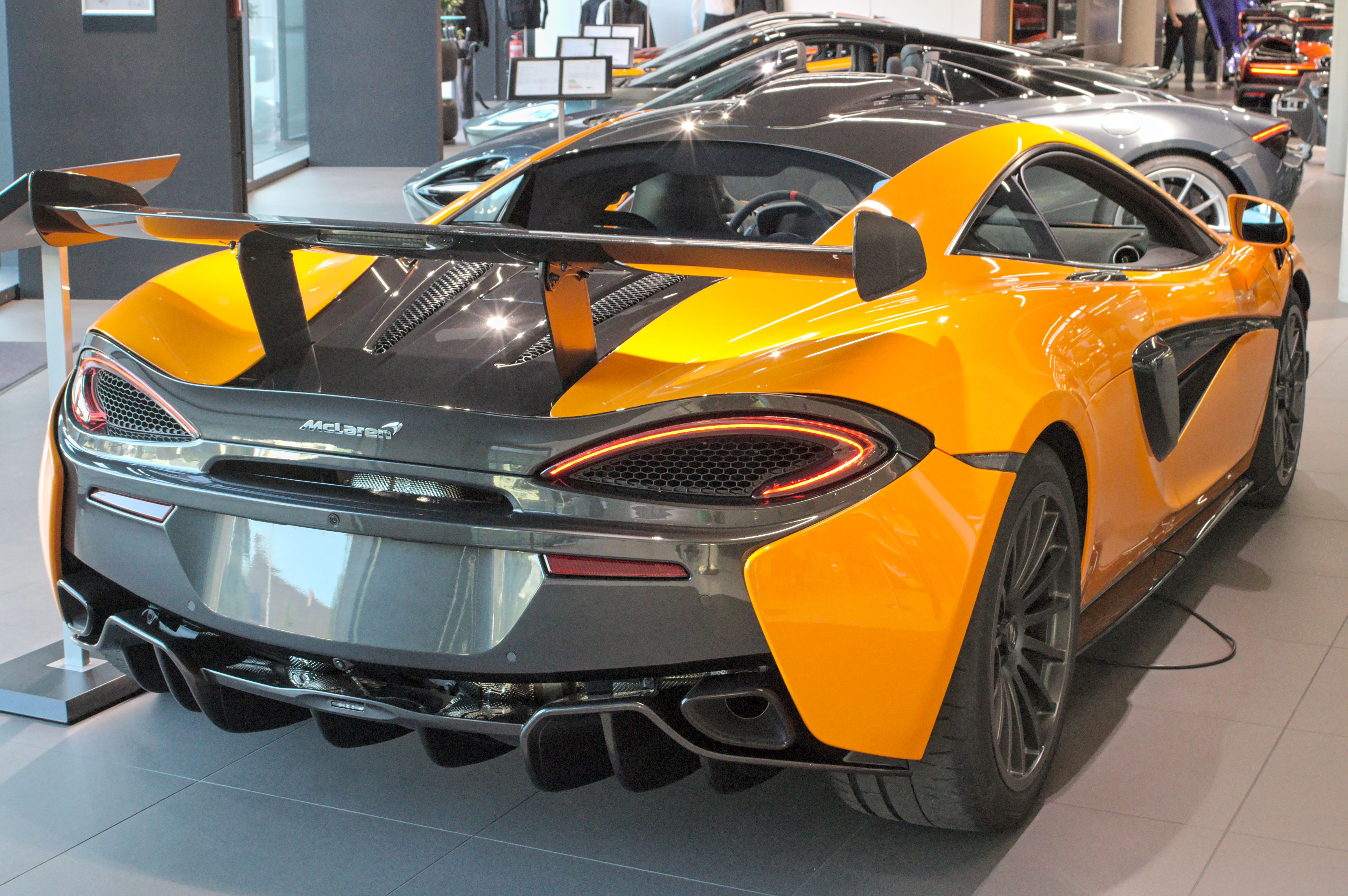
맥라렌 620R

2019년 12월에 온라인으로 공개되었으며, 570S GT4의 공도 주행 버전이다. 이 차량은 570S GT4와 모노셀 II 탄소 섬유 모노코크 섀시를 공유하며, 경주 제한과 ECU 변경을 받지 않는 엔진은 현재 620 PS (456 kW; 612 hp) 및 620 N·m (457 lb·ft)로 평가되어 맥라렌의 가장 강력한 스포츠 시리즈 모델이 되었다.

## 비디오 게임에서의 등장
- 포르자 호라이즌 4
- 아스팔트 8: 에어본 - 570S, 600LT, 600LT 스파이더
- 아스팔트 9: 레전드 - 570S 스파이더, 600LT 스파이더
- GTA5

## 같이 보기
- 맥라렌 650S
- 맥라렌 720S
- 맥라렌 P1

## 갤러리

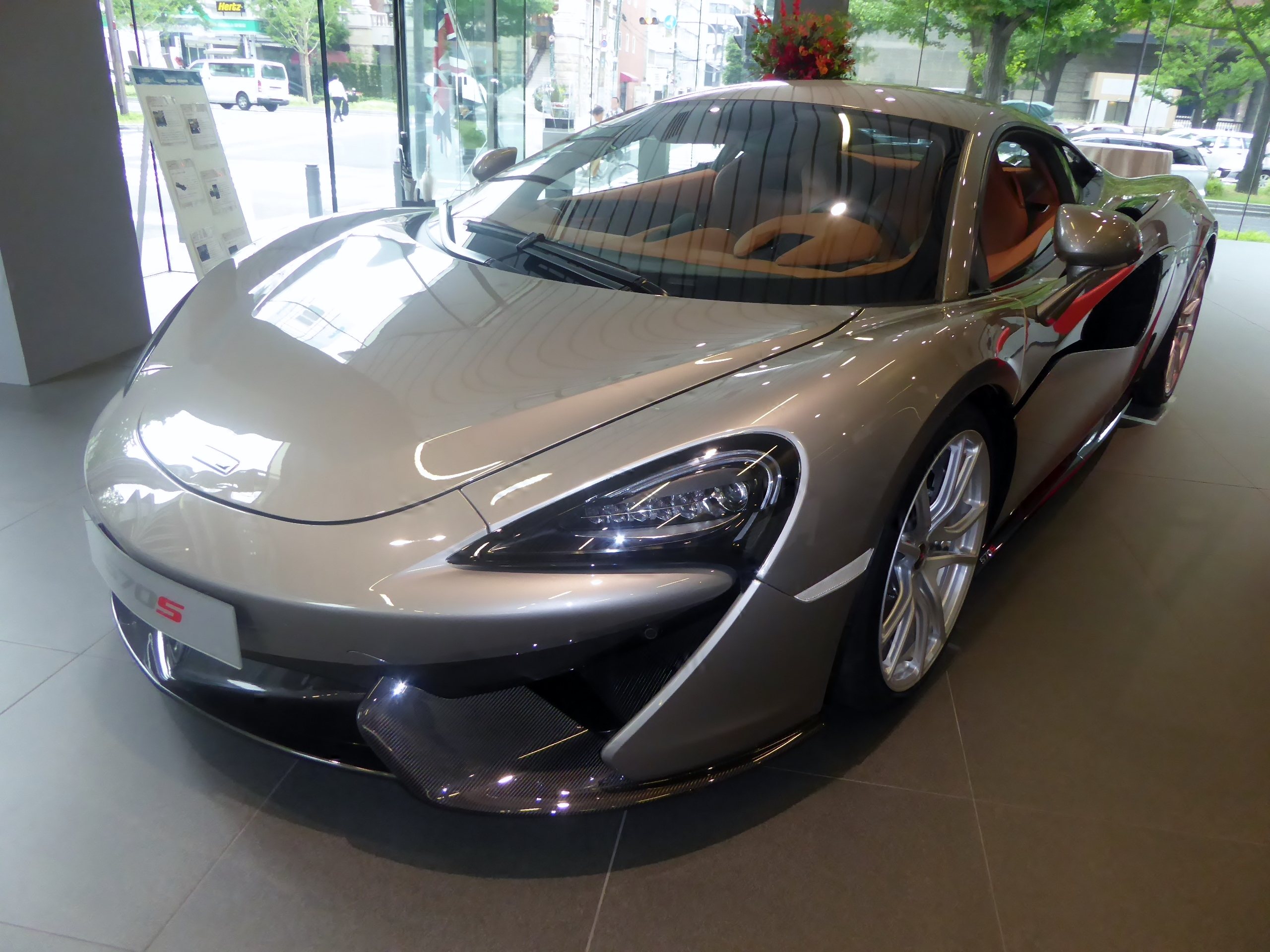
570S (전방)
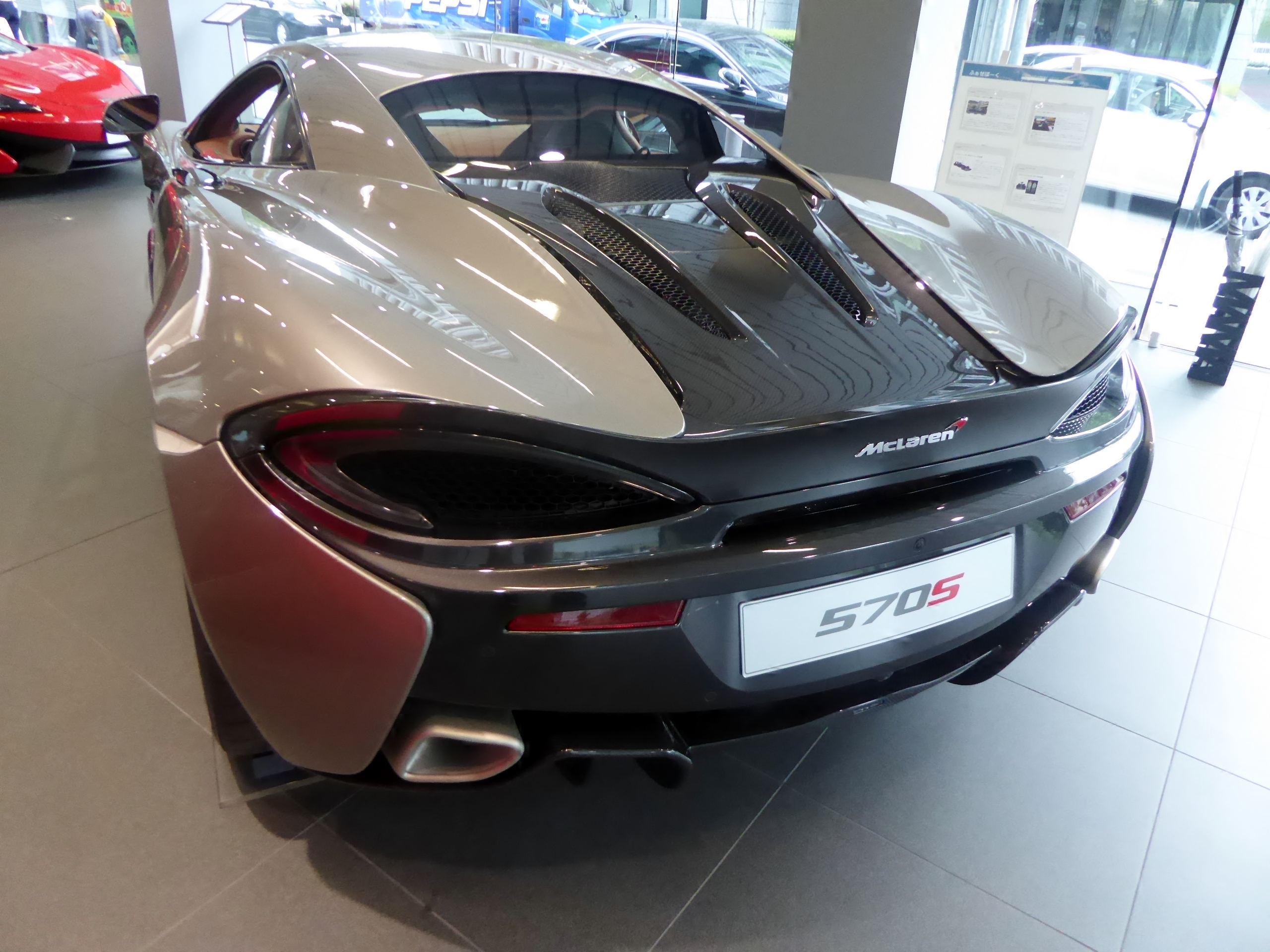
570S (후방)
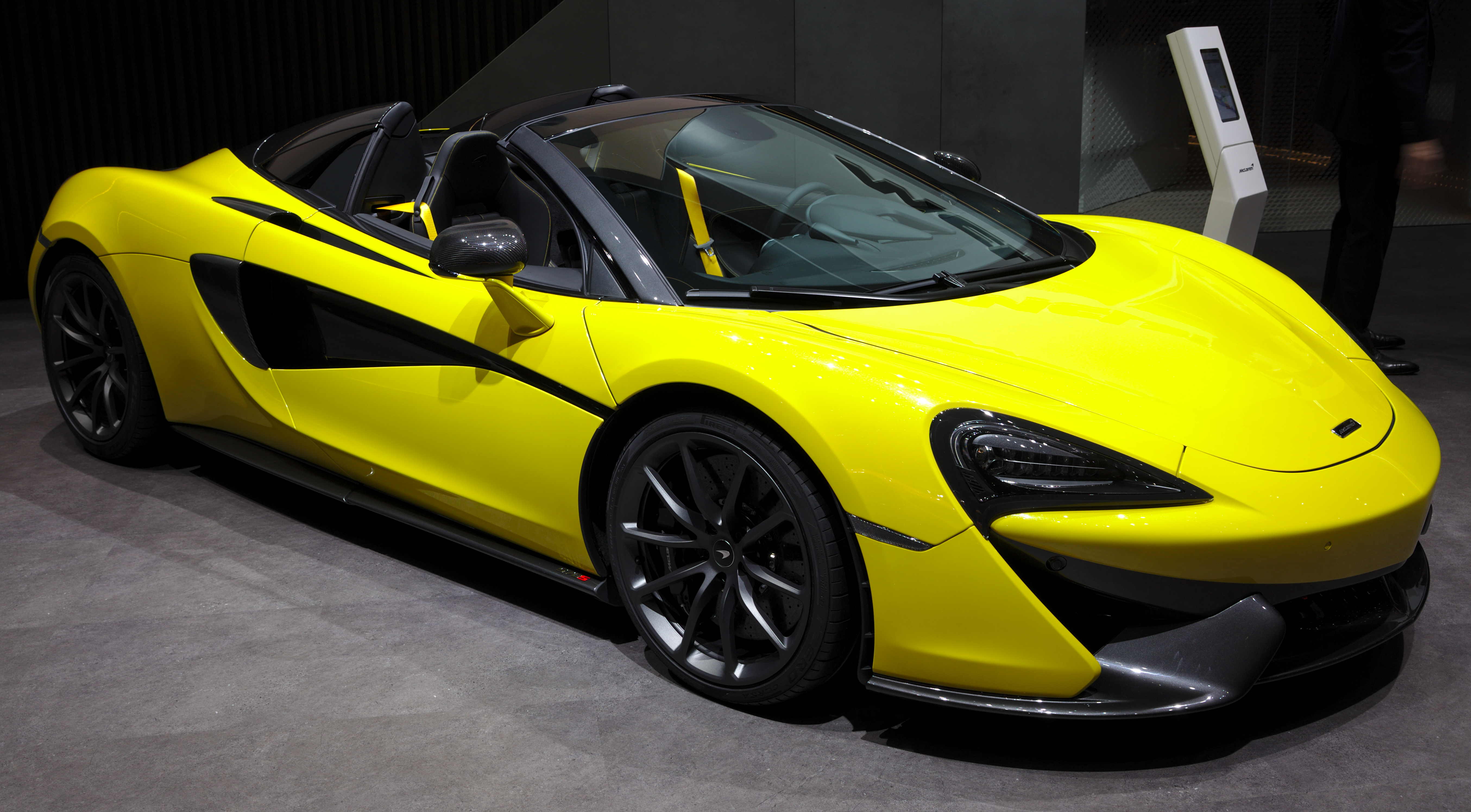
맥라렌 570S 스파이더 (전방)
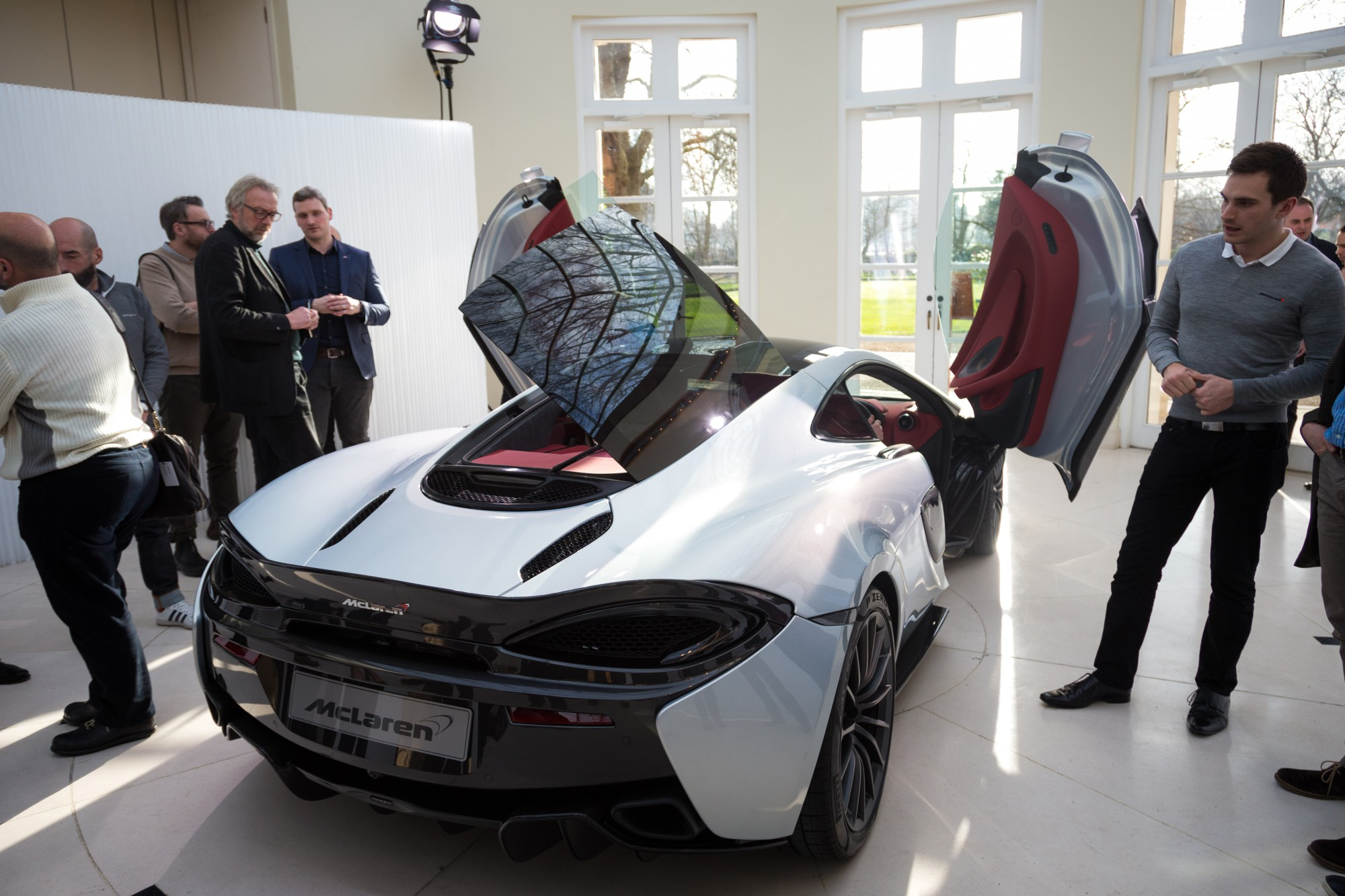
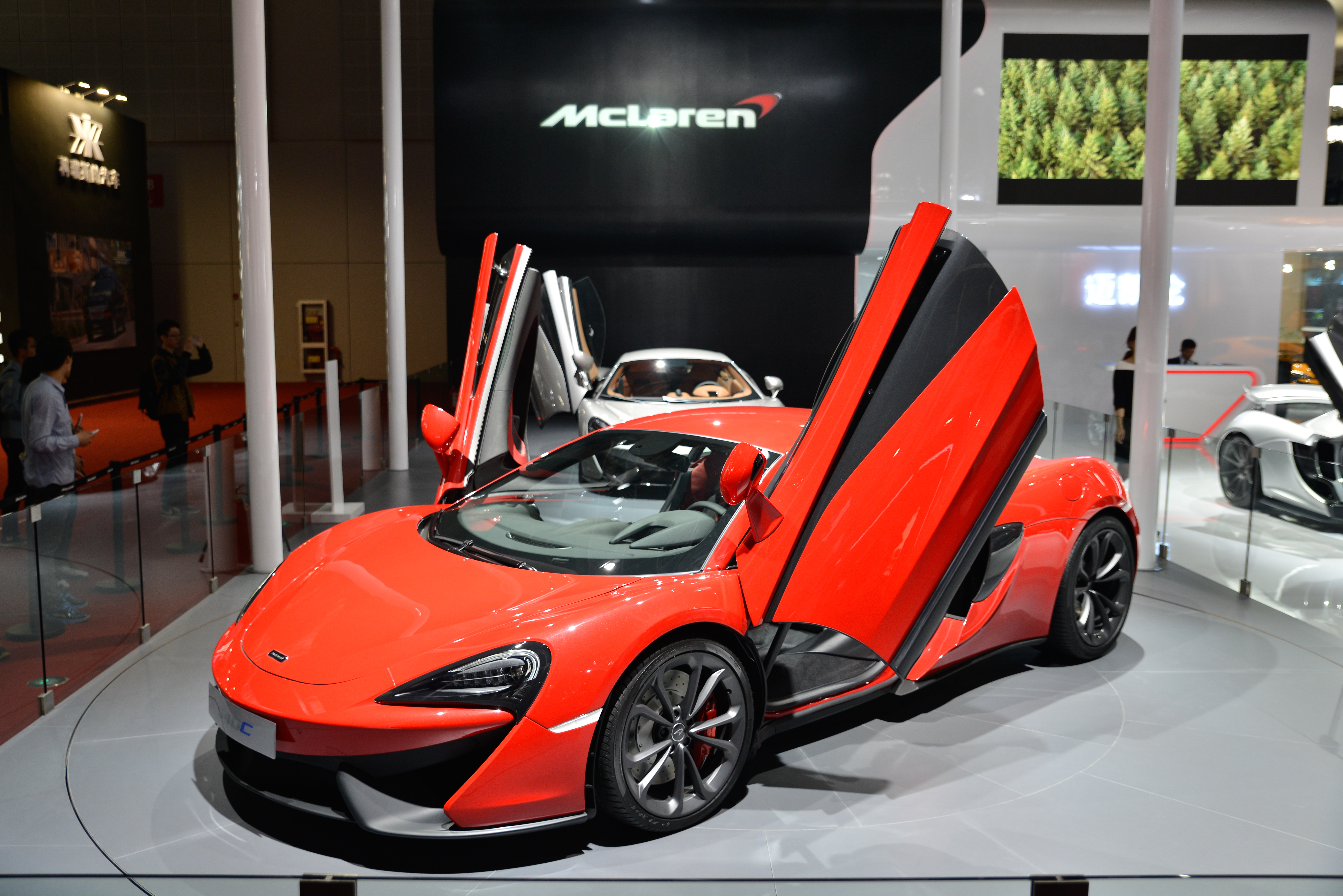
540C (전방)
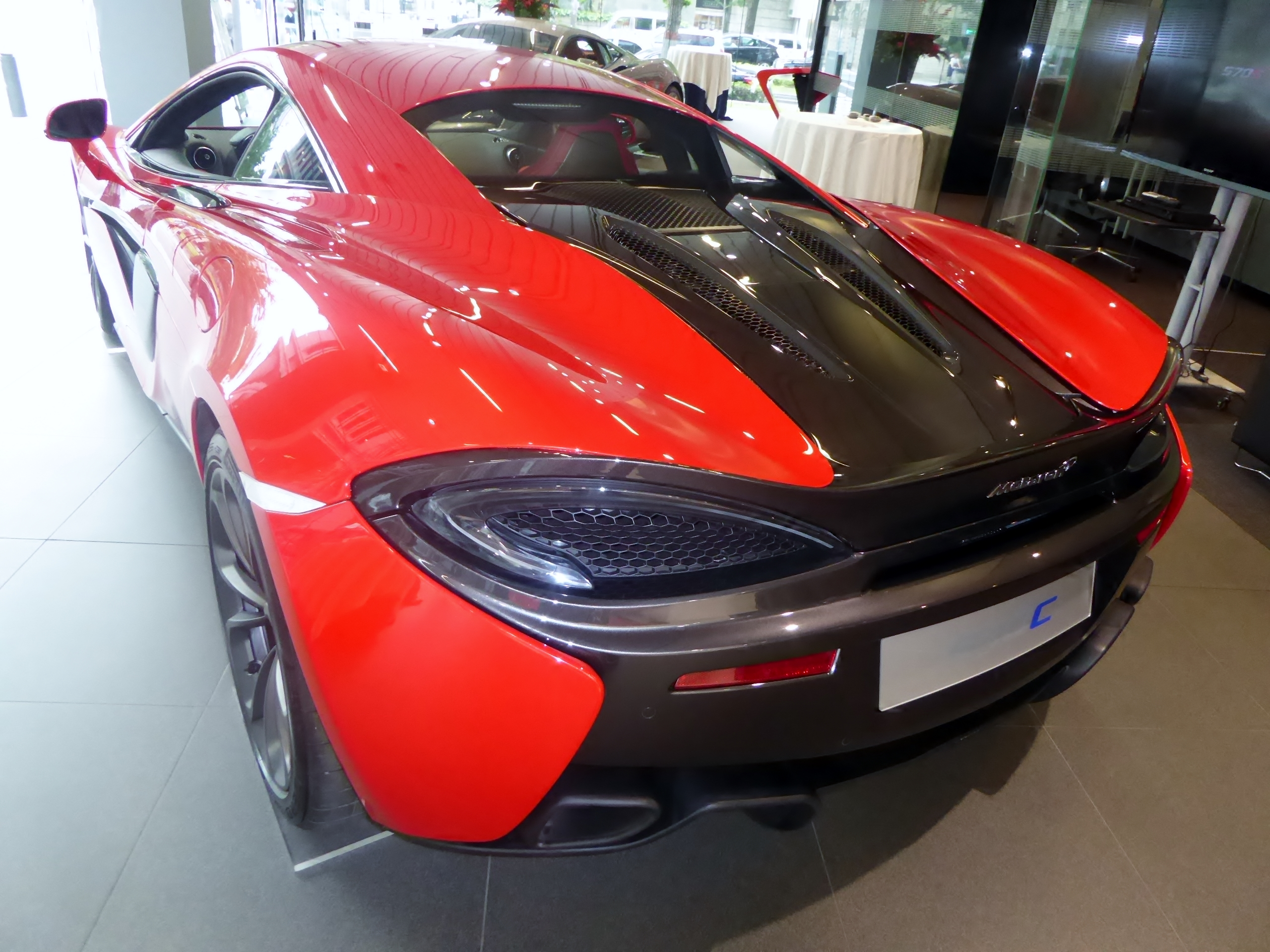
540C (후방)